# Palpopleura jucunda
Palpopleura jucunda är en trollsländeart som beskrevs av Jules Pièrre Rambur 1842. Palpopleura jucunda ingår i släktet Palpopleura och familjen segeltrollsländor. IUCN kategoriserar arten globalt som livskraftig. Inga underarter finns listade i Catalogue of Life.